# Leptonema latipenne
Leptonema latipenne là một loài Trichoptera trong họ Hydropsychidae. Chúng phân bố ở vùng nhiệt đới châu Phi.